# 2005 Hencke
2005 Hencke (1973 RA) là một tiểu hành tinh vành đai chính được phát hiện ngày 2 tháng 9 năm 1973 bởi Wild, P. ở Zimmerwald.